# Гнєдих Олександр Іванович
Олександр Іванович Гнєдих (28 березня 1956) — український дипломат. Надзвичайний і Повноважний Посланник 1 класу.

## Біографія
Народився 28 березня 1956 року.
З 1995 по лютий 1997 року — тимчасовий повірений у справах України в Іспанії.
З 3 листопада 2005 по 6 серпня 2008 року — Надзвичайний та Повноважний Посол України на Кубі.
З 2 червня 2006 по 6 серпня 2008 року — Надзвичайний та Повноважний Посол України в Домініканській Республіці за сумісництвом.
Дипломатичний ранг: Надзвичайний і Повноважний Посланник 1 класу.